# (1930) Lucifer
(1930) Lucifer (1964 UA; 1954 SQ; 1954 TC) ist ein Asteroid des Hauptgürtels, der am 29. Oktober 1964 von Elizabeth Roemer im Lowell-Observatorium entdeckt wurde.